# Dianne Doan
Dianne Doan (8 de Setembro de 1990, Abbotsford, Canada) é uma atriz, cantora e dançarina canadense.

## Filmografia[1]

### Televisão
| Ano       | Título                    | Personagem        | Notas                               |
| --------- | ------------------------- | ----------------- | ----------------------------------- |
| 2010      | Tower Prep                | Lisa              | Temporada 1 - Episódio 2            |
| 2012      | Once Upon a Time          | Isra              | Temporada 2 - Episódio 18           |
| 2015      | Impastor                  | Chelsea           | Episódioː "Genesis"                 |
| 2015      | Descendants               | Lonnie            | Filme para TV                       |
| 2015—16   | Descendants: Wicked World | Lonnie            | Voz                                 |
| 2016      | Vikings                   | Yidu              | Temporada 4                         |
| 2016      | The Game of Love          | Miss Tzu          | Filme para TV                       |
| 2017      | Descendants 2             | Lonnie            | Filme para TV                       |
| 2017      | Guidance                  | Faith Park-Jensen | Episódiosː "Dead Slut" e "The Muse" |
| 2017      | Guidance                  | Grace Park-Jensen | Episódiosː "Dead Slut" e "The Muse" |
| 2017      | Legends of Tomorrow       | Anh Ly            | Episódioː "Welcome to the Jungle"   |
| 2018—2019 | Warrior                   | Mai Ling          |                                     |

### Cinema
| Ano  | Título                                                                        | Personagem | Notas          |
| ---- | ----------------------------------------------------------------------------- | ---------- | -------------- |
| 2013 | When I Saw You                                                                | Claire     | Curta-metragem |
| 2014 | A Happy Happy Happy Happy Happy Happy Birthday: A Short Film with a Long Name | Rochelle   | Curta-metragem |
| 2017 | Last Night in Suburbia                                                        | Rachel     |                |
| 2018 | Texas City, Texas                                                             | Rose       | Curta-metragem |